# Conan Barbarul (film din 2011)
Conan Barbarul este un film 3D din 2011 creat în genul sabie și vrăjitorie. Filmul este bazat pe personajul fictiv cu același nume creat de Robert E. Howard. Este regizat de Marcus Nispel pe baza unui scenariu scris de Thomas Dean Donnelly și Joshua Oppenheimer. Filmul este o nouă interpretare a mitologiei din Conan și nu are nicio legătură cu filmele în care apare Arnold Schwarzenegger. În acest film apare Jason Momoa în rolul titular, alături de Rose McGowan, Stephen Lang, Ron Perlman și Bob Sapp.

## Rezumat
Filmul începe cu povestea unei măști făurite din "oasele regilor" care-i dădea purtătorului puteri asupra spiritelor. În urma unui război ce cuprinde întreaga lume triburile barbare se unesc și ies învingătoare. Masca este ruptă în bucăți și ascunsă pe toată întinderea continentului Hyboria. 
În prezent amenințarea măștii se întinde din nou asupra triburilor și Conan este cel destinat să i se opună. Pe traseul unei înterceri, Conan(Leo Howard) și alți băieți cimerieni din trib descoperă niște luptători inamici și toți în afară de Conan se întorc. Hotărât să-i demonstreze tatălui său, Corin, că este pregătit acesta rămâne și este curând descoperit de inamici. După o scurtă perioadă de ezitare acesta îi atacă și ucide pe toți. În acea seară tatăl său(Ron Perlman) îl găsește exersând și hotărăște să-i facă o sabie adevărată. În zilele ce urmează bătrânul exersează cu Conan, dar nu reușește să tempereze furia aceștia. 
Armatele lui Khalar Zym atacă satul și-l prind pe șef, tatăl lui Conan. Khalar Zym îi împărtășește că a refăcut aporoape toată masca și-i mai trebuie o ultimă piesă. Fiica lui Khalar Zym, Marique(Yoana Petrova), o vrăjitoare o găsește ascunsă sub scândurile forjei și pleacă împreună cu tatăl iei luând sabia cea nouă a lui Conan înainte de a aprinde coliba. Conan este lăsat agățat de un vas cu metal topit de care este legat tatăl său. Pentru ca fiul său să nu moară din cauza focului care cuprindea forja, tatăl se sinucide și Conan îi ia sabia și pleacă.
Mulți ani mai târziu Conan(Jason Momoa), împreună cu prietenul său, Artus, conduce atacul împotriva unor stăpâni de sclavi. La petrecerea în cinstea victoriei îl recunoaște pe unul dinte subalternii lui Khalar Zym, care lucra ca un paznic la închisoare. Se lasă prins împreună cu hoțul Ela-Shan(Saïd Taghmaoui) și ajunge la închisoare. Scapă și-l interoghează pe paznic lăsând-l ulterior la mila ucigașilor. Reîntâlnindu-se cu Artus pleacă să-l găsească pe Khalar Zym.
După refacerea măștii, Khalar Zym și fiica lui, Marique(Yoana Petrova), caută o descendentă de "sânge pur" a necromanților care făuriseră masca, pentru a termina ritualul care o va învia pe Maliva, mama lui Marique. Armata lor atacă templul la care se ascunde aceasta, și tânăra novice, Tamara(Rose McGowan), scapă ca prin urechile acului. Deoarece nu o găsesc la templu, Khalar Zym îl trimite pe Remo pe urmele ei împreună cu câțiva soldați. Aceștia ajung din urmă trăsura Tamarei odată cu Conan și în încăierarea care urmează Conan omoară soldații și-l prinde pe Remo.
Conan îl interoghează pe Remo și apoi folosește o catapultă găsită în apropierea taberei lui Khalar Zym pentru a-l trimite înapoi cu un mesaj. O folosește pe Tamara ca momeală pentru a-l atrage pe Khalar departe de armată, dar Marique vine cu el și-l otrăvește pe Conan. Acesta scapă cu ajutorul Tamarei care dă foc unor butoaie de pulbere, acoperindu-le retragerea. Cei doi sar în apă și sunt salvați de corabia lui Artus.
Pe corabie sunt din nou atacați în somn de supușii lui Khalar Zym veniți după Tamara și reușesc să învingă cu greu. Admirând vitejia Tamarei și fiindu-i îndatorat pentru ajutorul acordat în lupta cu Khalar Zym, Conan aranjează cu Artus să o ducă pe Tamara în ținutul ei natal, el plănuind să-l urmărească pe Khalar ZYm singur. Tamara îl urmărește pe uscat pentru a-și lua la revedere, îl sărută și cei doi sfârșesc prin a face dragoste. În zori, Tamara pornește spre corabie, dar e capturată de Marique.
Pentru a o elibera, Conan pornește spre Orașul Hoților pentru a cere ajutorul lui Ela-Shan. Împreună se strecoară în cetatea lui Khalar Zym, pentru a afla că o rataseră pe Tamara la mustață. Conan îl eliberează pe Ela-Shan de datorie și pornește singur să o elibereze. 
Ajunge la timp ca să posedarea, dar nu înainte ca Khalar Zym să folosească sângele Tamarei pentru a activa masca. Cei doi se luptă și între timp Conan o eliberează pe Tamara. Rătăcesc printre culoarele peșterii și Conan reușește să o omoare pe Marique. Pe podul către ieșire Tamara cade, dar se prinde la timp de unul dintre lanțurile de pe pod și Conan o e pe punctul de a o ridica, dar sunt ajunși din urmă de Khalar Zym, care-l batjocorește pe Conan amintind de noaptea morții tatălui lui când, într-o situație asemănătoare, trebuia să dea drumul la lanț ca să se salveze. Conan nu cedează și amintindu-și de cuvintele mândre ale tatălui său, își folosește sabia proaspăt câștigată într-o manevră identică cu cea făcută de tatăl său la începutul filmlui. Folosind-o ca pe o pârghie acesta rupe scândurile podului sub picioarele lui Khalar Zym și-l aruncă pe acesta, împreună cu masca, în râul de lavă de dedesubt.
Conan o duce pe Tamara acasă, apoi se întoarce să viziteze ruinele satului său.

## Distribuție
| Conan - Jason Momoa Khalar Zym - Stephen Lang Tamara - Rachel Nichols Corin - Ron Perlman Marique - Rose McGowan Ukafa - Bob Sapp Tânărul Conan - Leo Howard Lucius - Steven O'Donnell Artus - Nonso Anozie Fassir - Raad Rawi Fialla - Laila Rouass Ela-Shan - Saïd Taghmaoui Remo - Milton Welsh Sălbatic - Borislav Iliev Akhun - Nathan Jones Cheren - Diana Lyubenova Donal - Yoan Karamfilov Străjer #1 - Raicho Vasilev Străjer #2 - Stanimir Stamatov Locotenent - Nikolay Stanoev Sclavă #1 - Alina Puscau | Sclavă #2 - Zlatka Raikova Xaltotun - Anton Trendafilov Sacrificial Victim - Aysun Aptulova Acolyte Priest - Daniel Rashev Pict #2 - Jackson Spidell Pict #3 - Guillermo Grispo Pict #4 - Radoslav Parvanov Călugăriță (Prima elevă) - Teodora Duhovnikova Călugăriță (A doua elevă) - Shelly Varod Călugăriță - Tezdjan Ahmedova Călugăriță - Uliana Vin Călugăriță - Yoanna Temelkova Călugăriță - Nadia Konakchieva Călugăriță - Petya Mlluseva Călugăriță - Ruslana Kaneva Călugăriță - Gloria Petkova Călugăriță - Zdravka Krastenyakova Cimerian vârstnic, Uran - Stanislav Pishtalov Prison Clerk - Velimer Velev Călugăr - Zhaidarbek Kunguzhinov Călugăr - Eric Laciste | Călugăr - Brian Andrew Mendoza Călugăr - Nuo Sun Călugăr - Kim Do Quarter Master - Bashar Rahal Maliva - Gisella Marengo Marique tânără - Yoana Petrova Den Barman - Vladimir Vladimirov Călăreț - Sam Hargrave Valeria - Katarzyna Wolejnio Pirat - David Mason Chlopecki Dansatoare din buric - Alexandrina Vladova Dansatoare din buric - Guerguina Ilieva Mama - Stefka Berova Femeie fără bluză - Vangelitsa Karadjova Femeie fără bluză - Blagovesta Cakova Femeie fără bluză - Svetlana Vasileva Femeie fără bluză - Zornitsa Stoicheva Femeie fără bluză - Zhenia Zheleva Femeie fără bluză - Nikol Vasileva Femeie fără bluză - Adriana Kalcheva |

## Recepție
Filmul a primit recenzii in general negative obținând un scor de 25% pe Rotten Tomatoes din partea criticilor, fiind de asemenea o dezamăgire pe plan financiar de vreme ce până în decembrie 2011 a obținut 48 de milioane de dolari pe plan internațional, un pic mai mult de jumătate din bugetul total al filmului. Deși mulți au aprobat alegerea lui Jason Momoa, s-a remarcat adesea platitudinea personajelor secundare și un dialog plat, în favoarea efectelor 3D nenecesare. 
În România, filmul a produs reacții ambivalente. Revista Zile și nopți a aprobat de asemenea jocul actorului, "producătorii filmului nu puteau face o alegere mai bună", laolaltă cu acțiunea alternantă și sângeroasă.